# Stetten (Bodenseekreis)
Stetten is een plaats in de Duitse deelstaat Baden-Württemberg, en maakt deel uit van het Bodenseekreis.
Stetten telt 1.031 inwoners.